# Presqu'île
La Presqu'île (in italiano penisola) è una zona della città francese di Lione che si estende sul primo ed il secondo arrondissement. La Presqu'île è classificata al patrimonio mondiale dell'UNESCO dal 1999.

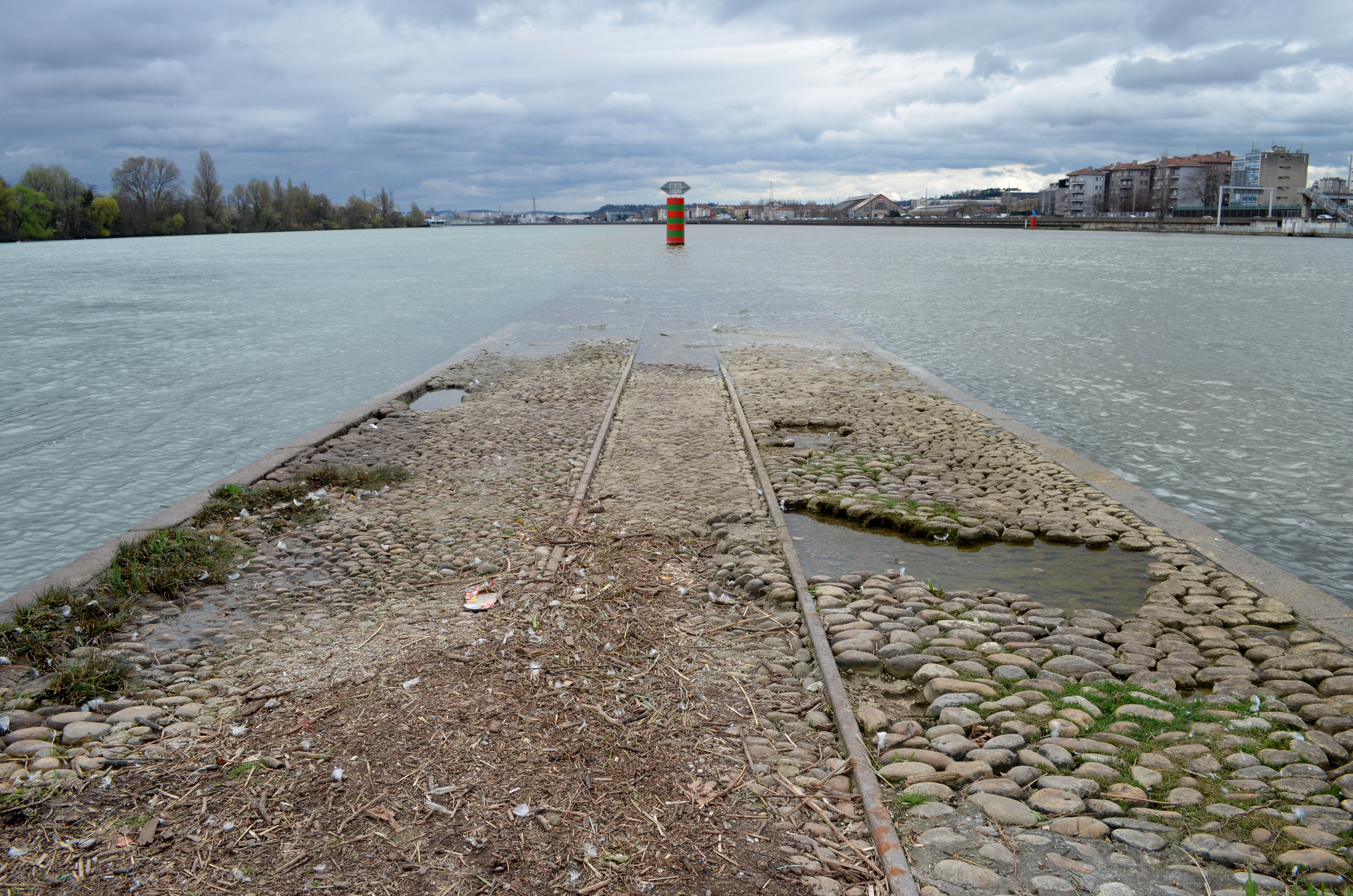
Punto di confluenza di Rodano e Saona.

## Geografia fisica

### Territorio
Orientata in direzione Ovest-Sud-Est/Est-Nord-Ovest, la penisola si estende lungo 4,5 km, dal quartiere di Terreaux, ai piedi della collina di La Croix-Rousse e fino al punto di confluenza fra Rodano e Saona. La larghezza massima della penisola è di 830 m nel quartiere di Confluence, mentre quella minima è di 570 m nella zona di Cordeliers. Ad ovest à limitata dalla Saona e ad est dal Rodano.

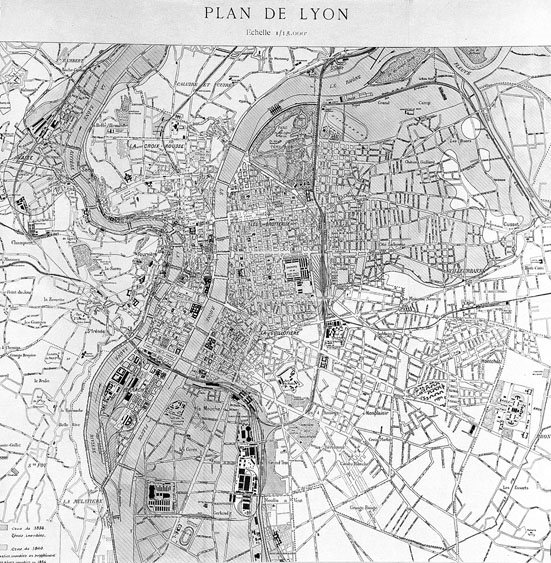
Inondazioni del 1856 a Lione: buona parte della Presqu'île è sommersa.

Oggi, Presqu'île è il centro della città di Lione, dalla stazione di Lione-Perrache fino alla collina di La Croix-Rousse. Ospita una via pedonale tra le più lunghe d'Europa: rue de la République, su cui si affacciano banche, negozi di alimentari e di abbigliamento, cinema, brasseries e ristoranti. Rue Mercière si trova al centro della Presqu'île e place Bellecour, una tra le più grandi piazze europee, è un luogo di richiamo.

### Geologia
L'area è fortemente cambiata nei secoli.
- Durante l'età del bronzo, la piana alluvionale del Rodano era stabile[1].
- All'inizio dell'età del ferro (800 a.C. – 450 a.C.) vi fu una forte attività idrologica: il confluente era situato nell'odierna zona di Saint-Paul. Il sottosuolo della penisola mostrava grandi banchi di sassi separati da canali poco profondi larghi una ventina di metri: erano rami attivi dei fiumi che cambiavano sovente il proprio letto. La zona non era abitabile.
- Nella seconda età del ferro (450 a.C. – 50 a.C.) la penisola era una piana alluvionale. Ad ogni piena, il suo livello si innalzava ed i canali venivano colmati da limi e sabbie portate dei fiumi. Il Rodano si ritirò verso est e la Saona si allontanò da Fourvière in un tracciato simile a quello odierno: naque la penisola vera e propria. Il confluente si spostò ad Est, verso l'attuale quartiere di Ainay.
- Quando i Romani fondarono la loro colonia nel 43 a.C., la penisola era simile a quella odierna, con canali residui che si riempivano durante le piene formando degli isolotti. La zona venne popolata nel I secolo[1][2].

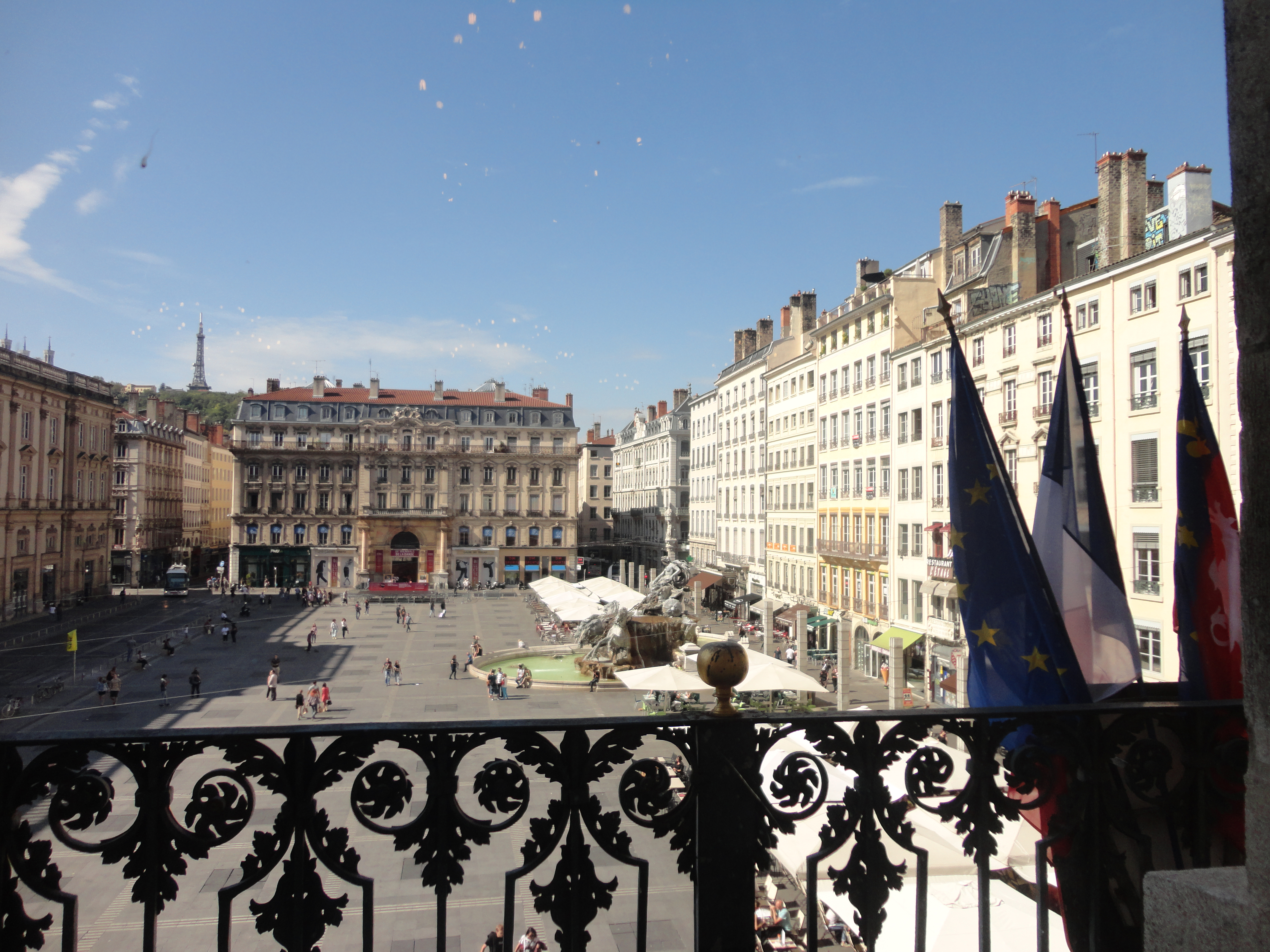
Place des Terreaux vista da l'Hôtel de Ville

## Storia

### Origini del nome
L'area si sarebbe chiamata in epoca romana, Canabae oppure isola delle Canabae, dal latino canaba (pl: canabae), baracca, deposito. In genere, questo nome designava il quartiere della città dove vi erano i depositi dei mercanti. Il commercio a Lugdunum, l'antica città di Lione, si faceva essenzialmente per via fluviale; per questo motivo il nome Canabae si attribuì alla zona della penisola fra i due fiumi della città: il Rodano e la Saona.
Dopo l'epoca romana, la parola "presqu'île" appare in francese unicamente nel 1546.

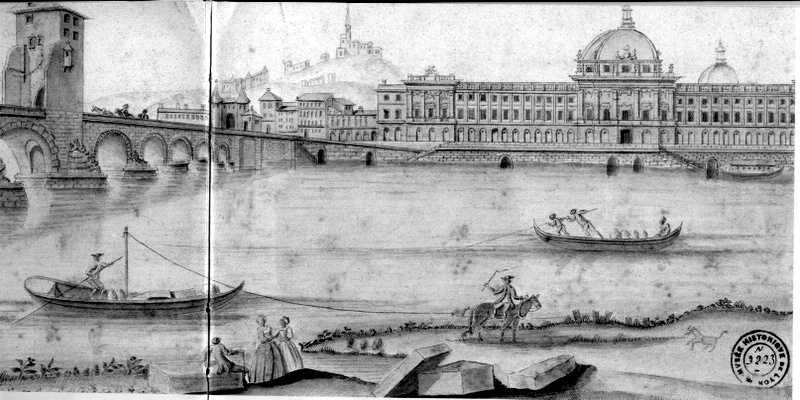
L'Hôtel-Dieu ed il ponte della Guillotière alla fine del XVIII secolo.

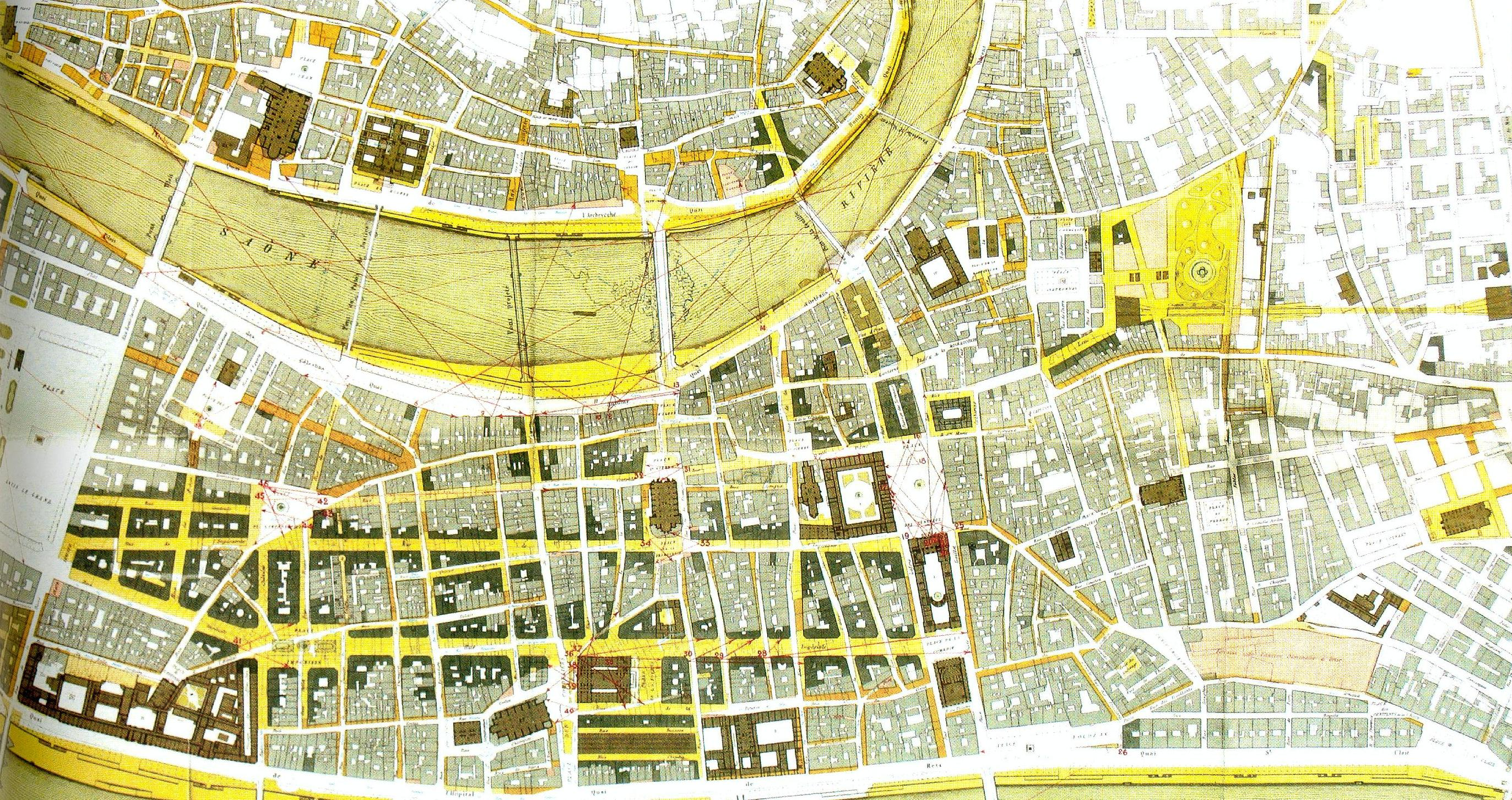
Mappa dei progetti urbanistici realizzati sulla Presqu'île nel 1863.

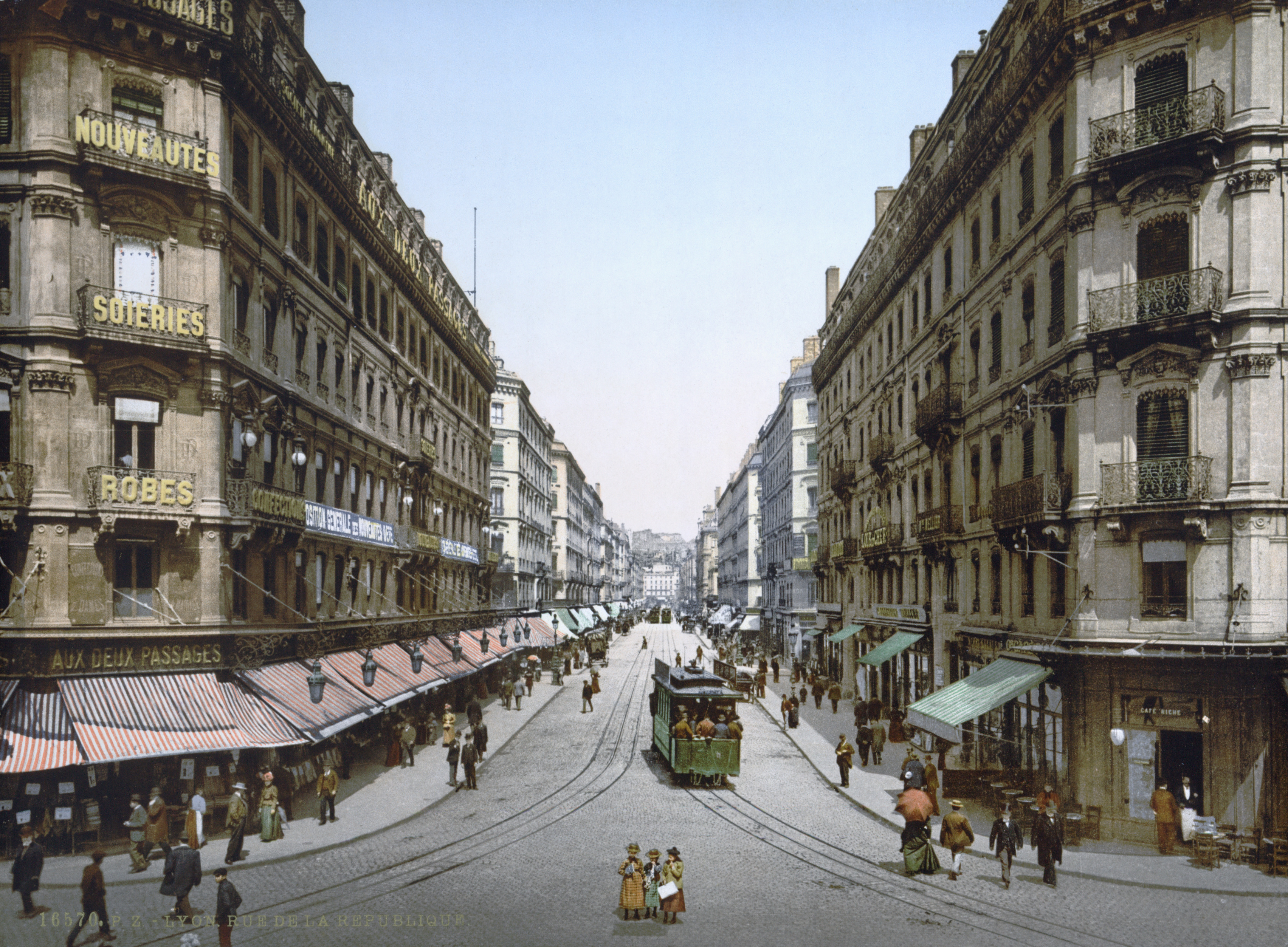
Rue de la République, fra il 1890 e il 1905

### I Romani
Presqu'île corrispondeva approssimativamente a quello che alcuni storici hanno chiamato "isola delle Canabae". 
Nel I secolo la penisola esisteva, anche se era soggetta alle piene regolari dei fiumi – principalmente il Rodano. L'intervento umano ha solidificato le sponde dei due fiumi, consolidando l'aspetto della penisola.

### Medio Evo e Rinascimento
Nel Medioevo e durante il Rinascimento, Presqu'île è al centro dell'attività commerciale e di stampa. L'asse viario principale dei mercanti era lungo le attuali rue Mercière, place des Jacobins (anticamente place Confort), rue Confort e rue Bellecordière.

### XIX secolo
Seguendo l'esempio di Parigi, vengono creati due grandi assi viari: si tratta della rue Victor Hugo e rue de la République (allora chiamata rue Impériale). Vengono costruiti due funicolari per collegare Presqu'île a La Croix-Rousse: il primo nel 1862 ed il secondo nel 1891.

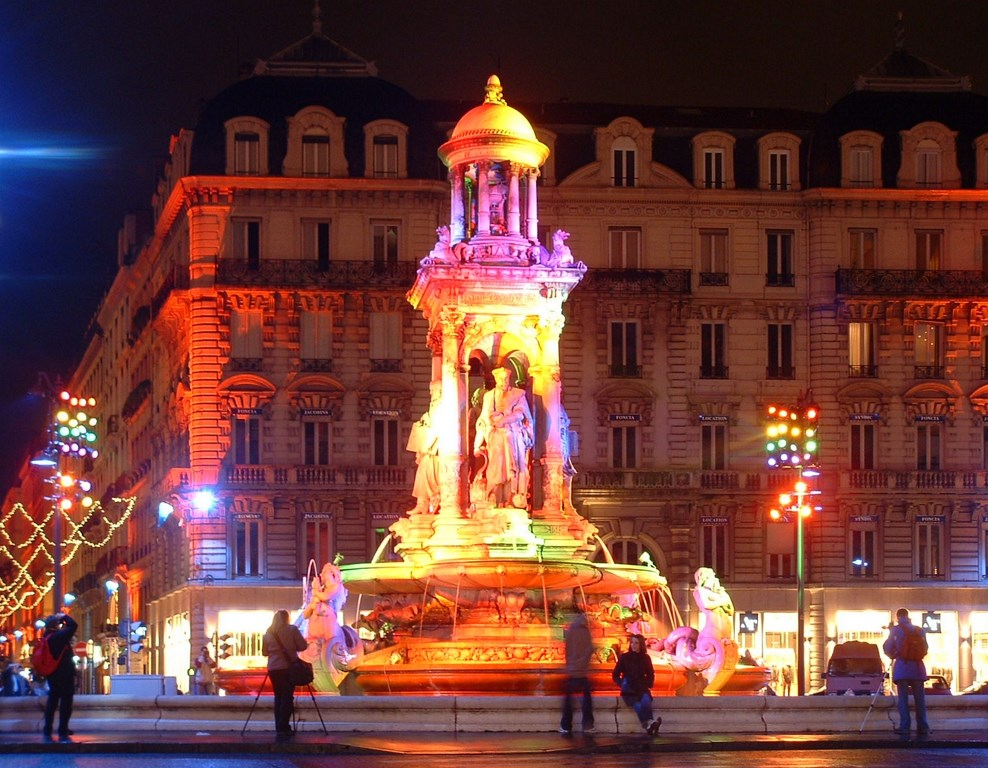
Fontana dei Giacobini

### XX e XXI secolo
La zona è al cuore stesso del centro storico della città di Lione ed è una zona commerciale di prima importanza.

## Geografia antropica
Presqu'île è costituita da vari quartieri, distinti per tipologia di occupazione. Si considerano quattro zone, da nord a sud:
- Le aree densamente popolate di Terreaux e Cordeliers.
- Il quartiere dei Giacobini ed il "quadrato dorato", ricco di boutique di lusso.
- Il quartiere di Ainay tradizionalmente accoglie la borghesia di Lione nella zona attorno alla basilica di Saint-Martin d'Ainay.
- Il quartiere di Perrache era dedito, fino alla fine del XX secolo, alle attività di carattere industriale.
- Il quartiere di Sainte-Blandine ed il corso Charlemagne sono al centro di un forte cambiamento dovuto al progetto Confluence.

## Monumenti e luoghi d'interesse
Presqu'île costituisce oggi il centro storico di Lione: rappresenta la continuità con la città antica di Lugdunum, col Vieux-Lyon (la città medievale) con le sue strade a carattere rinascimentale, con i suoi boulevard sullo stile di Haussmann ed i monumenti. È parte del patrimonio mondiale dell'UNESCO. Segue una lista dei monumenti e luoghi di notevole interesse culturale:
- la basilica di Saint-Martin d'Ainay
- la place Bellecour, la statua equestre di Luigi XIV, e una statua di Antoine de Saint-Exupéry con Il piccolo principe
- place Antonin Poncet
- place Carnot
- l'Hôtel-Dieu
- il teatro des Célestins
- il palazzo della Borsa
- la chiesa di Saint-Nizier
- l'Hôtel de ville e place des Terreaux
- il museo delle Belle Arti di Lione (MBA)
- l'Opéra national.

### Galleria d'immagini

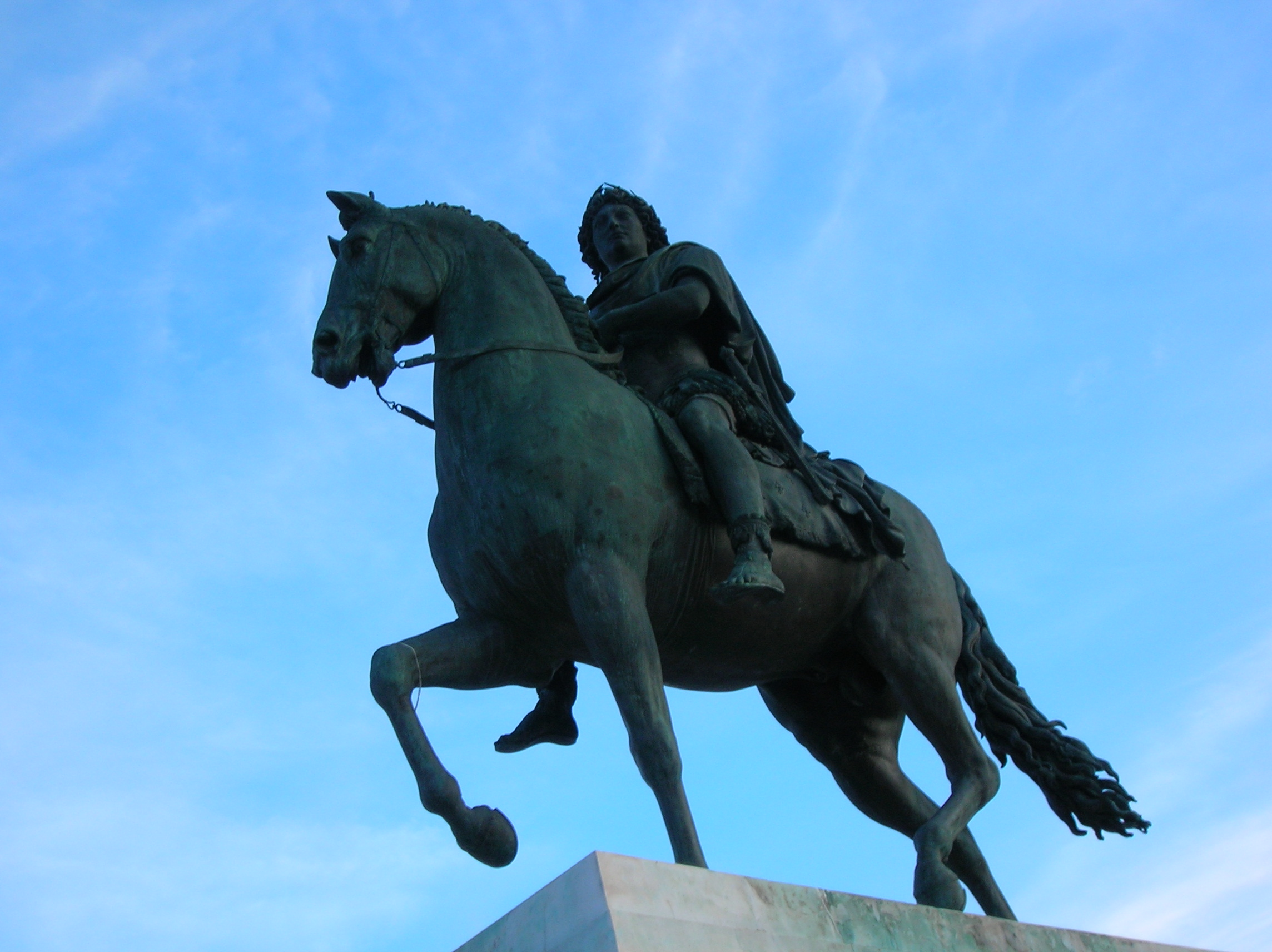
Statua equestre place Bellecour di Luigi XIV
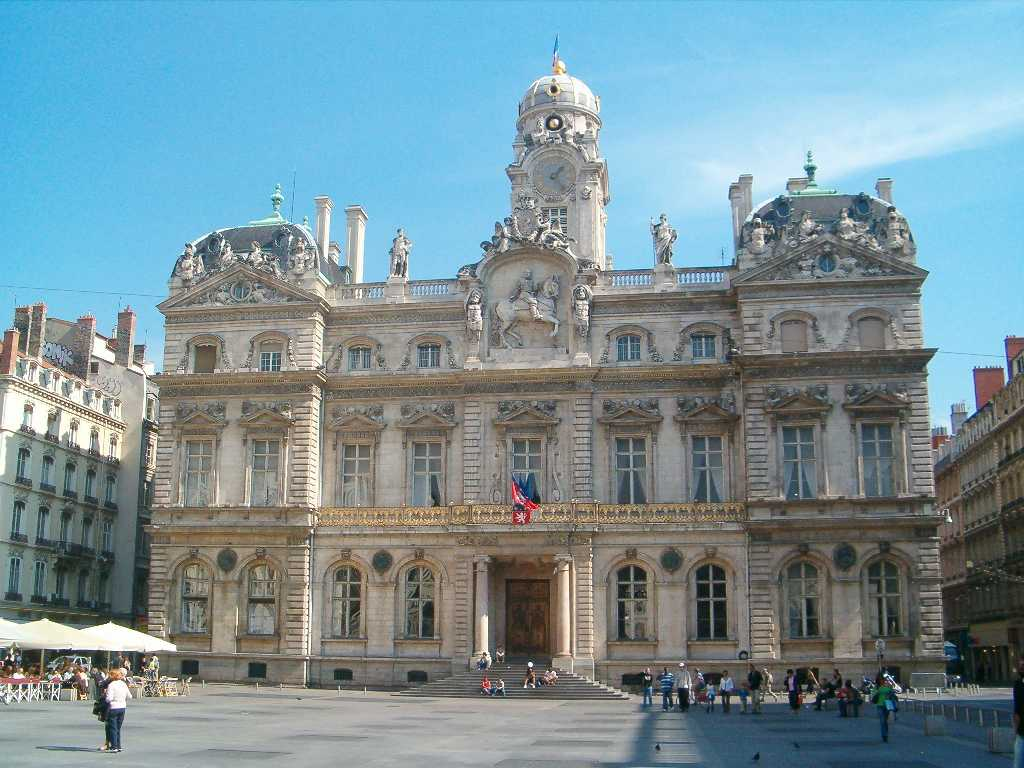
Hôtel de Ville
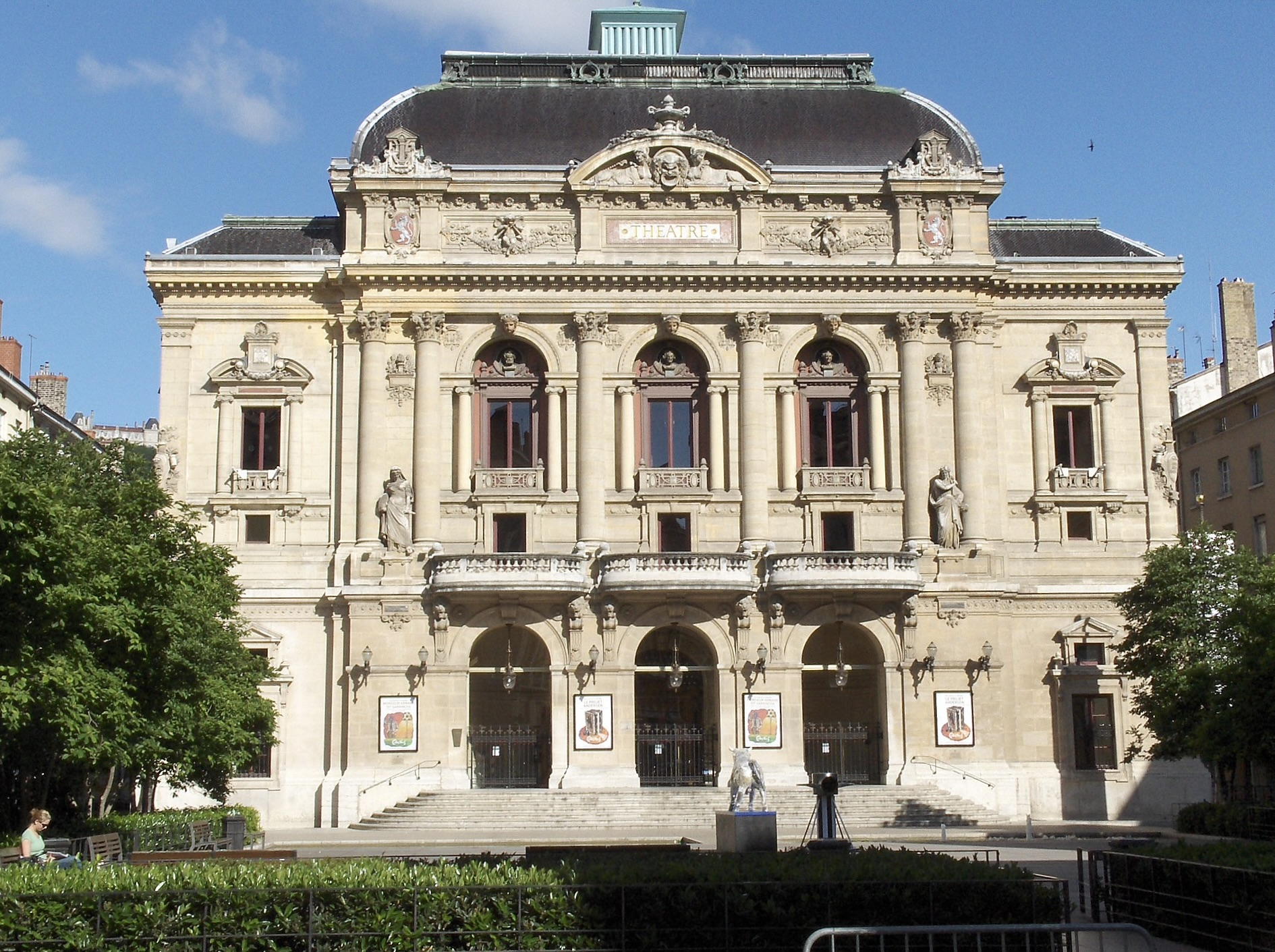
Il teatro des Célestins
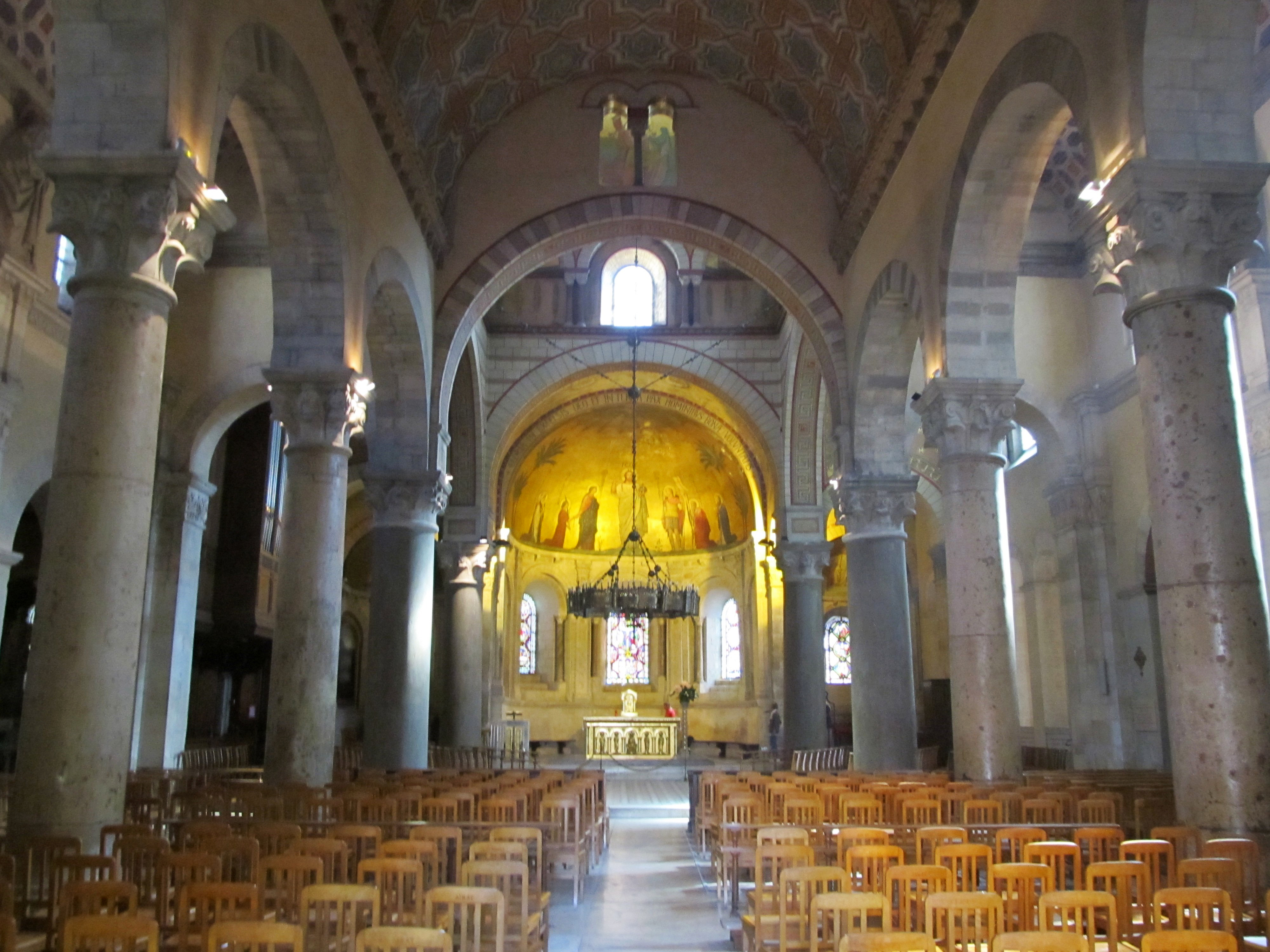
Navata di Saint-Martin d'Ainay
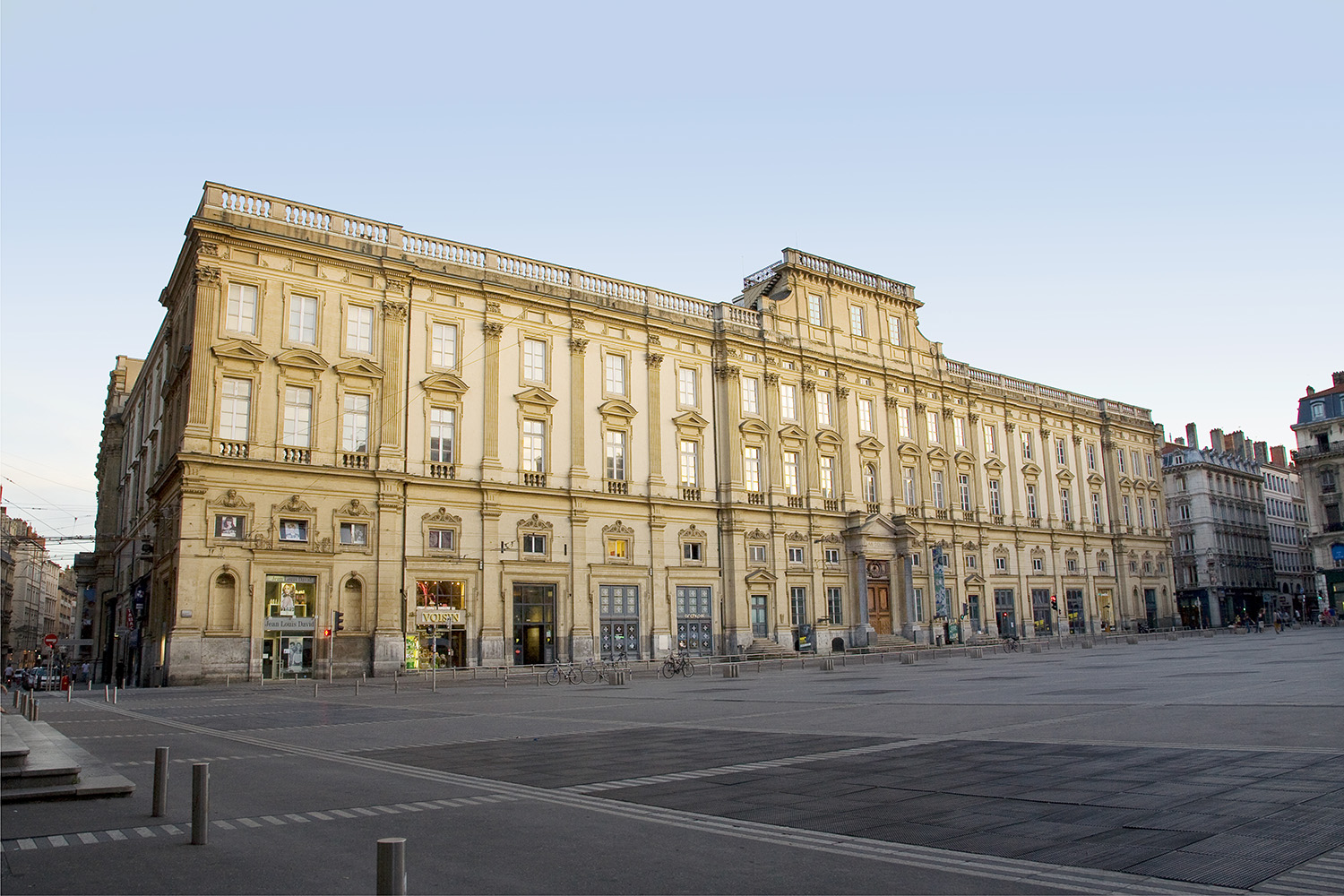
MBA
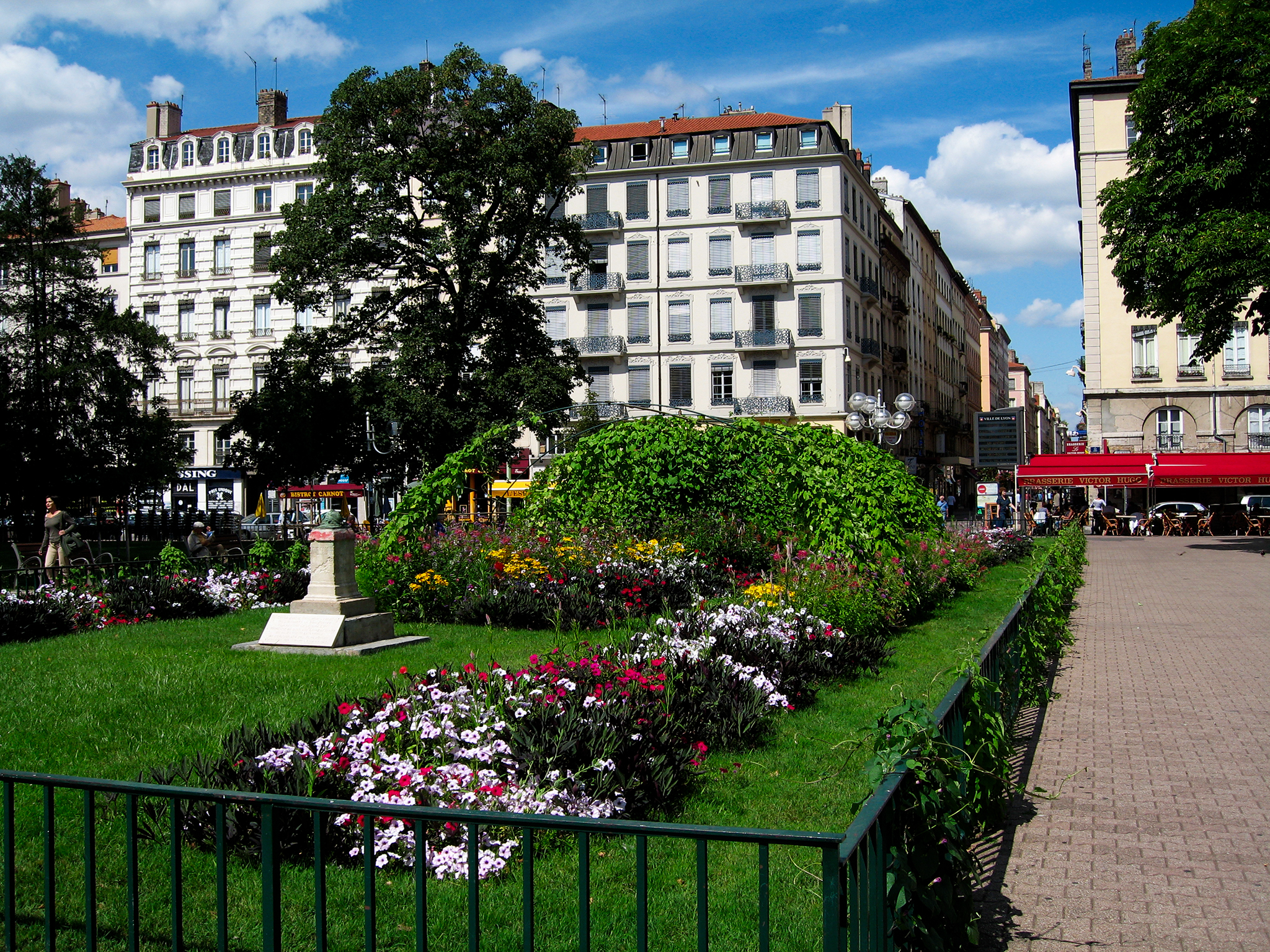
Piazza Carnot
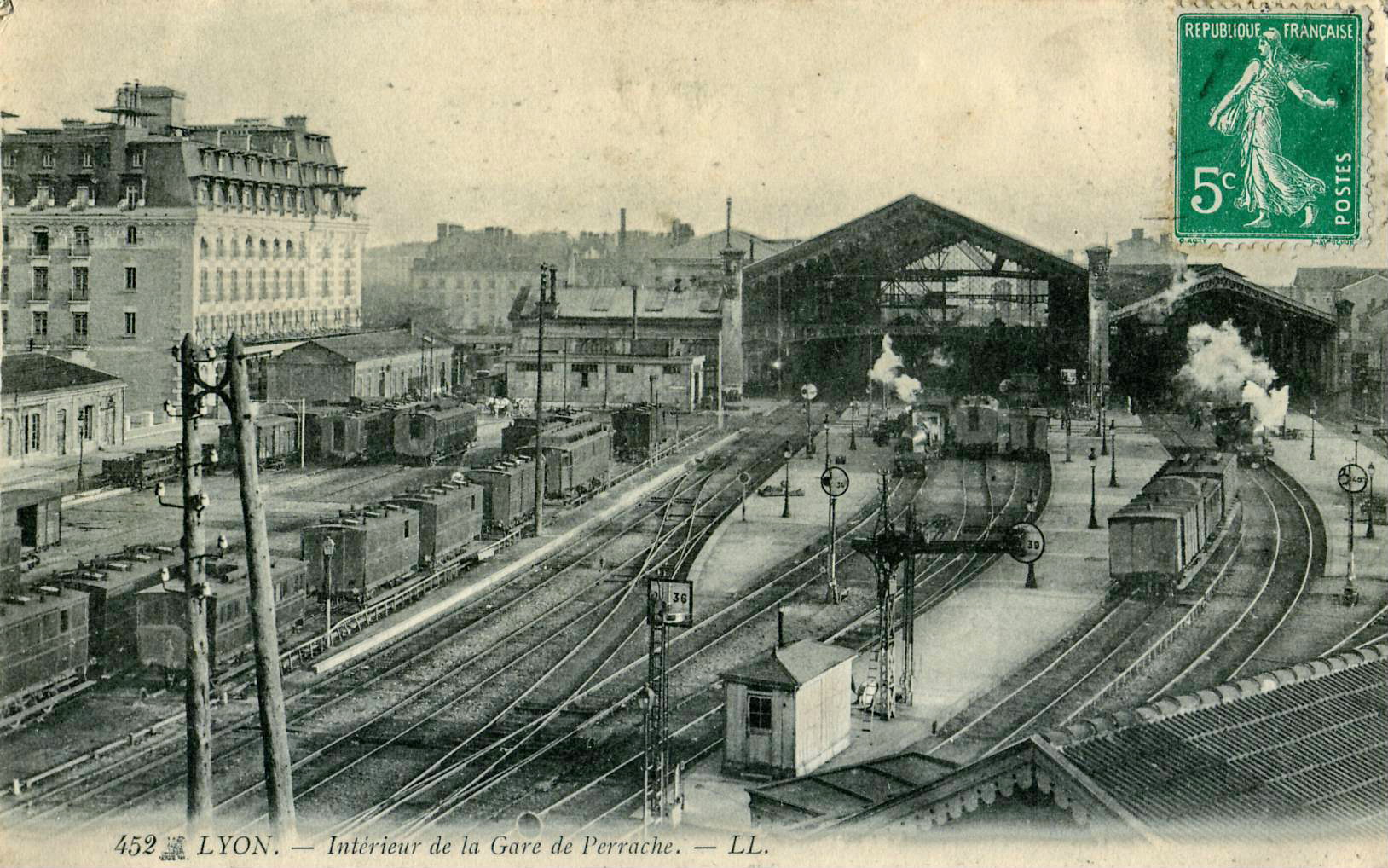
Stazione Perrache nel 1910

## Infrastrutture e trasporti
La zona è servita dalla metropolitana con le stazioni: Hôtel de Ville-Louis Pradel, Cordeliers, Bellecour, Ampère-Victor Hugo e Perrache.